# Remanentes de Sendero Luminoso

El Ejército Guerrillero Popular, originalmente dependiente del SL de Guzmán, luego de la difusión de los "acuerdos de paz" algunos de sus integrantes optaron por proseguir la acción armada.

Se conoce como remanentes de Sendero Luminoso a las facciones derivadas de esta agrupación armada que se escindieron tras el acuerdo de paz realizado entre Abimael Guzmán y el Estado peruano en 1993. Algunas de estas son Sendero Luminoso del Alto Huallaga (desarticulado), el Comité Base Mantaro Rojo y el Militarizado Partido Comunista del Perú, los cuales participan en el conflicto narcoterrorista.

## Antecedentes
Tras la captura de Abimael Guzmán, líder de Sendero Luminoso, la organización subversiva entró en una etapa de incertidumbre y declive que se acentuó tras la revelación pública de los "acuerdos de paz" que devino en la división de las huestes senderistas en dos facciones, una a favor de los acuerdos y otra favorable a proseguir las acciones armadas (facción pro-seguir o Sendero Rojo). Esta última fue liderada por Óscar Ramírez Durand, "Camarada Feliciano", hasta su captura en la Operación Cerco 99.

## Remanentes de Sendero Luminoso

### Sendero Rojo (1992-1999)
Sendero Rojo fue el primer remanente activo de Sendero Luminoso, proclamándose como continuador de las acciones armadas y rompiendo con Guzmán, mas no con su pensamiento, con el objetivo de reorganizar de manera general el partido. Junto a Ramírez Durand actuó Florindo Eleuterio Flores Hala, alias "Camarada Artemio", quien controlaba la zona del Huallaga (sin embargo, el "Camarada Artemio" pronto se integró a la posición acuerdista). Sendero Rojo sería desarticulado tras la captura del "Camarada Feliciano" en 1999.

### Comité Base Mantaro Rojo

Bandera del Comité Base Mantaro Rojo

En 2001, se detectaría las primeras acciones de un grupo de senderistas agrupados en torno al Comité Base Mantaro Rojo, una agrupación armada bajo los lineamientos del Movimiento Popular Perú. Dicha agrupación, liderada por el "Camarada Netzel López", se conformó con terroristas liberados que desde 2003 junto a los que no se entregaron haciendo trabajos de captación y formando alianzas con grupos en el extranjero.

### Sendero Luminoso del Alto Huallaga (2004-2012)
En 2004, el "Camarada Artemio", quien se había plegado a la estrategia de la "solución política" de Guzmán, reinicia las acciones armadas bajo el liderazgo del denominado Sendero Luminoso del Alto Huallaga. La facción de "Artemio" tendría una rivalidad con la facción de los Quispe Palomino, acusándose mutuamente de revisionistas y mercenarios. Las actividades del Sendero Luminoso del Alto Huallaga sirvieron para financiar la creación del MOVADEF en el marco de la estrategia denominada "amnistía general". En 2012, tras la captura del "Camarada Artemio" en la Operación Crepúsculo, su facción fue desarticulada.

### Militarizado Partido Comunista del Perú

Bandera del Militarizado Partido Comunista del Perú

Tras la caída del "Camarada Feliciano" en 1999, surgió de sus huestes una nueva facción bajo el liderazgo de Víctor Quispe Palomino, alias "Camarada José". La facción de Quispe Palomino tomaría el nombre de Ejército Popular Revolucionario (EPR).
En 2013, el EPR del "Camarada José", cambia su nombre a Militarizado Partido Comunista del Perú (MPCP) tras ser abatidos el "Camarada Alipio" y el "Camarada Gabriel" en la Operación Camaleón. La muerte de los antes mencionados resultó en la reestructuración de la organización. El MPCP rompería con el Pensamiento Gonzalo asumiendo, en su lugar, el Pensamiento Xi Jinping como nueva guía ideológica.

### Otros grupos
- Partido Comunista del Perú - Base Lima.[13]
- Comité Regional Centro.[13]
- Comité Regional Principal.[13]
- Comité Regional Huallaga.[13]
- Comité Regional Metropolitano.[13]
- Comité Revolucionario del Pueblo de Pisco.
- Comité Regional del Norte.
- Comité Regional Lima Metropolitano.
- Comité Regional del Sur.
- Comité Regional del Sur Medio.
- Comité Regional del Norte Medio.
- Movimiento Campesino Popular.[14]
- Movimiento Campesino Popular - Base Huallaga.[14]